# Barbus leonensis
Barbus leonensis és una espècie de peix cipriniforme de la família dels ciprínids.

## Morfologia
Els mascles poden assolir els 3,3 cm de longitud total.

## Distribució geogràfica
Es troba als rius Níger, Senegal i Gàmbia. També a Costa d'Ivori (rius Comoé i Bandama) i Sierra Leone (rius Rokel, riu Jong i riu Moa).